# Chemilly (Haute-Saône)
Chemilly ist eine französische Gemeinde im Département Haute-Saône in der Region Bourgogne-Franche-Comté.

## Geographie
Chemilly liegt auf einer Höhe von 215 m über dem Meeresspiegel, vier Kilometer südöstlich von Scey-sur-Saône-et-Saint-Albin und etwa zehn Kilometer westlich von Vesoul (Luftlinie). Das Dorf erstreckt sich im zentralen Teil des Departements, leicht erhöht am südlichen Rand des Saônetals, nahe der Mündung des Durgeon in die Saône.
Die Fläche des 3,77 km² großen Gemeindegebiets umfasst einen Abschnitt des mittleren Saône-Tals. Die nördliche Grenze verläuft stets entlang der Saône, die hier einen nach Südosten ausgreifenden Bogen zeichnet. Die Alluvialniederung der Saône liegt durchschnittlich auf 207 m und weist eine Breite von ungefähr zwei Kilometern auf. Der Fluss ist zur Wasserstraße ausgebaut, wobei die Schleife bei Chemilly durch einen Seitenkanal abgeschnitten wird. Der östliche Gemeindeteil wird von der Talebene des unteren Durgeon eingenommen, der bei Chemilly in die Saône mündet. Die fruchtbaren Böden der Talebene werden überwiegend landwirtschaftlich genutzt.
Vom Flusslauf der Saône erstreckt sich das Gemeindeareal südwärts über einen steilen, rund 30 m hohen Prallhang auf das angrenzende Plateau. Diese Hochfläche besteht aus einer Wechsellagerung von kalkigen und sandig-mergeligen Sedimenten der oberen Jurazeit. Sie wird durch mehrere kurze Talnischen untergliedert, die sich zur Saône oder zum Durgeon hin öffnen. Das Plateau ist waldbedeckt: Bois du Couvent und Bois des Rompeux. Mit 264 m wird auf einer Anhöhe im Bois du Couvent die höchste Erhebung von Chemilly erreicht.
Nachbargemeinden von Chemilly sind Ferrières-lès-Scey im Norden, Vauchoux im Osten, Pontcey und Aroz im Süden sowie Chassey-lès-Scey im Westen.

## Geschichte
Im Mittelalter gehörte Chemilly zur Freigrafschaft Burgund und darin zum Gebiet des Bailliage d’Amont. Seit 1255 ist die Herrschaft Chemilly belegt, die 1550 an die Adelsfamilie Andelot überging. Mehrfach wurden das Schloss und das Dorf durch Kriege in Mitleidenschaft gezogen: 1480 durch Truppen von Charles d’Amboise, 1595 durch diejenigen von Tremblecourt und schließlich 1636 während des Dreißigjährigen Krieges. Zusammen mit der Franche-Comté gelangte Chemilly mit dem Frieden von Nimwegen 1678 definitiv an Frankreich.

## Sehenswürdigkeiten
Die heutigen Gebäude des Schlosses von Chemilly stammen zumeist aus dem 19. Jahrhundert. Als älteste Teile sind der Bergfried (13. und 14. Jahrhundert) sowie Überreste der ehemaligen Schlossmauer erhalten. Über den Durgeon führt eine Steinbrücke aus dem 18. Jahrhundert, auf der die Statue des heiligen Johannes von Nepomuk steht.

## Bevölkerung
| Jahr                       | 1962 | 1968 | 1975 | 1982 | 1990 | 1999 | 2007 | 2018 |
| -------------------------- | ---- | ---- | ---- | ---- | ---- | ---- | ---- | ---- |
| Einwohner                  | 62   | 64   | 49   | 73   | 80   | 79   | 79   | 87   |
| Quellen: Cassini und INSEE |      |      |      |      |      |      |      |      |

Mit 103 Einwohnern (Stand 1. Januar 2022) gehört Chemilly zu den kleinsten Gemeinden des Départements Haute-Saône. Während des gesamten 20. Jahrhunderts pendelte die Einwohnerzahl im Bereich zwischen 50 und 85 Personen.

## Wirtschaft und Infrastruktur
Chemilly war bis weit ins 20. Jahrhundert hinein ein vorwiegend durch die Landwirtschaft (Ackerbau, Obstbau und Viehzucht) und die Forstwirtschaft geprägtes Dorf. Außerhalb des primären Sektors gibt es nur wenige Arbeitsplätze im Ort. In den letzten Jahrzehnten hat sich das Dorf zu einer Wohngemeinde gewandelt. Viele Erwerbstätige sind deshalb Wegpendler, die in den größeren Ortschaften der Umgebung ihrer Arbeit nachgehen.
Die Ortschaft liegt abseits der größeren Durchgangsachsen an einer Departementsstraße, die von Port-sur-Saône nach Pontcey führt.